# لین السنهانس
لین السنهانس (انگلیسی: Lynn Elsenhans؛ زادهٔ ۶ مهٔ ۱۹۵۶) کارآفرین، بازرگان و مدیر ارشد اجرایی آمریکایی است، که در حال حاضر به‌عنوان رییس هیئت مدیره شرکت سانوکو فعالیت می‌کند. وی از اعضای هیئت مدیره شرکت گلدمن ساکس است و سابقه مدیریت در سطوح ارشد را در شرکت رویال داچ شل را نیز در رزومه فعالیت مدیریتی‌اش دارا می‌باشد.